# Józef Kachel
Józef Kachel (ur. 6 września 1913 w Bytomiu, zm. 11 listopada 1983) – działacz harcerstwa polskiego w Niemczech, naczelnik Związku Harcerstwa Polskiego w Niemczech, harcmistrz, poseł na Sejm PRL II kadencji z ramienia PZPR.

## Życiorys
Pochodził z rodziny górniczej; wychowany w tradycji polskiej. Był jednym z pięciu synów jednego z górników pracującego w kopalni Hohenzollern. W 1924 r. wstąpił do Związku Harcerstwa Polskiego w Niemczech. Był m.in. hufcowym w Opolu, a od marca 1935 do września 1939 naczelnikiem Związku Harcerstwa Polskiego w Niemczech; doszedł do stopnia harcmistrza. Organizował kursy szkoleniowe dla instruktorów harcerskich na Warmii i Powiślu. Był aktywistą Związku Polaków w Niemczech działającego w przedwojennych Niemczech.
Podczas II wojny światowej był więziony w obozie koncentracyjnym w Buchenwaldzie. Po wojnie uzyskał dyplom inżyniera górnika na Akademii Górniczo-Hutniczej w Krakowie i pracował w Bytomiu. W latach 1957–1961 pełnił mandat poselski. Brał udział w pracach Towarzystwa Rozwoju Ziem Zachodnich oraz Głównej Komisji Badania Zbrodni Hitlerowskich w Polsce. Jego wspomnienia ukazały się w zbiorze Wspomnienia Opolan (tom II, 1965, s. 76–86).